# 抄儿伯姬
抄儿·伯姬，《蒙古秘史》作察兀儿·别吉，克烈部王汗的女儿，桑昆的妹妹。
王汗的义子蒙古部铁木真想要和克烈部联姻，铁木真想为长子朮赤求婚于抄儿伯姬，同时想把自己的女儿火臣别吉嫁给桑昆的儿子秃撒合。桑昆不高兴，说：“我们家的女儿如果嫁到他家，只能站在门后做妾婢，仰看坐在正位的主人的脸色。他的女儿如果嫁到我家，是坐在正位上做主人，俯视站在门后的妾婢。” 他不肯把察兀儿·别吉出嫁，不同意这门亲事。 铁木真知道后，对王汗、桑昆两人很失望。1203年，札木合建议桑昆诱杀铁木真，桑昆于是说： “铁木真曾求娶察兀儿·别吉，现在约定日子，去请他来吃许婚筵。把铁木真叫来，然后把他捉住。” 克烈部的贵族同意，商议已定，就派人去请铁木真来吃许婚筵。铁木真被邀请后，带着十个人前去。途中，在蒙力克家里住宿。 蒙力克说： “以前求娶察兀儿·别吉时，克烈部瞧不起咱们，没有答允。现在为什么反而特地请你去吃许婚筵。自大的人，为什么突然答允亲事，来邀请你去呢？说不定是别的心思，要弄清楚了再去。不如借口春天到了，我们的马瘦，要饲养马群。派人去推辞掉。”铁木真于是没有去，派不合台、乞剌台前去赴宴。铁木真从蒙力克父亲家回去了。不合台、乞剌台发觉了桑昆的阴谋，克烈部与蒙古部决裂。